# Skirgaila

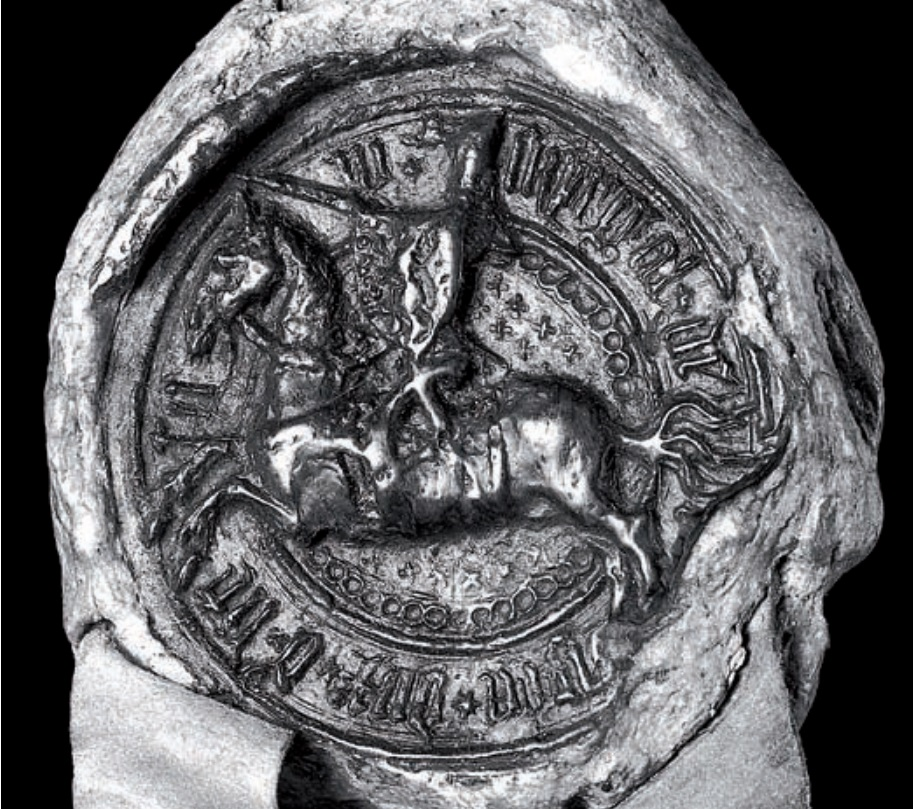
Zegel van Skirgaila, 1382

Skirgaila  (Latijns: Schirgalo; Wit-Russisch: Скіргайла; Pools: Skirgiełło; 1353/1354 - Kiev, 11 januari 1397) was een zoon van grootvorst Algirdas. Hij was regent van het Groothertogdom Litouwen en Grootvorst van Kiev.

## Biografie
Na de dood van Algirdas in 1377 werd Jogaila de nieuwe groothertog. Skirgaila was een fanatiek aanhanger van zijn broer en zorgde ervoor dat zijn neven Kęstutis en Vytautas, zij beiden betwisten het koningschap van Jogaila, werden opgepakt. Tijdens zijn gevangenschap overleed Kęstutis en sommigen wijden dit aan Skirgaila. Vanwege zijn inzet in de burgeroorlog werd hij beleend met het hertogdom Trakai.
Voorafgaand aan de Unie van Kreva werd Skirgaila op een diplomatieke missie naar Polen gestuurd en hij slaagde in de onderhandelingen en wist er voor te zorgen dat Jogaila huwde met Hedwig van Polen en zo ook Koning van Polen werd. Skirgaila werd daarop als regent in Litouwen achter gelaten. In 1392 sloot hij uiteindelijk vrede met Vytautas en kreeg hij Trakai terug. Skirgaila werd hiervoor gecompenseerd met de positie van Grootvorst van Kiev. De omstandigheden van zijn dood zijn niet geheel duidelijk. Er waren geruchten dat hij vergiftigd zou zijn door leden van de Orthodoxe kerk.